# Kostonjärvi
Der Kostonjärvi ist ein See in der finnischen Landschaft Nordösterbotten.
Der See liegt etwa 30 km nördlich von Taivalkoski.
Er hat eine Fläche von 43,69 km² und liegt auf einer Höhe von 231,6 m.
Er wird vom Kostonjoki nach Süden zum Iijoki entwässert.